# Парімар'ян Негі
Парімар'ян Негі (9 лютого 1993, Нью-Делі) — індійський шахіст, гросмейстером став у 13 років (2006). Це другий результат за всю історію.
Його рейтинг станом на січень 2016 року — 2664 (83-є місце у світі, 3-є в Індії).

## Зміни рейтингу
| На цьому місці має відображатися графік чи діаграма, однак з технічних причин його відображення наразі вимкнено. Будь ласка, не видаляйте код, який викликає це повідомлення. Розробники вже працюють для того, щоби відновити штатне функціонування цього графіка або діаграми. | |
| | На цьому місці має відображатися графік чи діаграма, однак з технічних причин його відображення наразі вимкнено. Будь ласка, не видаляйте код, який викликає це повідомлення. Розробники вже працюють для того, щоби відновити штатне функціонування цього графіка або діаграми. |